# 正則素数
数論における正則素数（せいそくそすう、regular prime）とは、円の p 分体の類数を割り切らない素数 p のことであり、エルンスト・クンマーにより考案された。

## 正則素数
小さいものから順に
3, 5, 7, 11, 13, 17, 19, 23, 29, 31, 41, …（オンライン整数列大辞典の数列 A7703）
と続く。
クンマーは、奇素数の正則性は p が k =2,4,6,…, p − 3 におけるベルヌーイ数の分子を割り切らないことと等価であることを示した。また、次数が正則素数である場合にフェルマーの最終定理が正しいことを証明した。
正則素数は無限に存在すると予想されている。より正確には、e−1/2 、つまり約 61% の素数が正則であると予想されている (Siegel, 1964)。どちらの予想も、2009 年現在まだ証明されていない。

## 非正則素数
正則でない奇素数は非正則素数と呼ばれ、小さいものから順に
37, 59, 67, 101, 103, 131, 149, 157, 233, 257, 263, ...(A928)
と続く。分子が p で割り切れるようなベルヌーイ数 Bk の個数は p の非正則指数と呼ばれる。K. L. ジェンセンは、1915年、非正則素数が無限に存在することを示した。